# Manuel Anglada i Ferran
Manuel Anglada i Ferran (* 1918 in Maçanet de la Selva; † 1998) war ein katalanisch-andorranischer Schriftsteller und Autor von Sachbüchern über die Kultur Andorras und der Pyrenäen.
1998 wurde er mit dem Creu de Sant Jordi für seine Beiträge als Wissenschaftler bezüglich der Toponymie, Sprache und Archäologie Andorras ausgezeichnet. Anglada gründete das Centre de la Cultura Catalana a Andorra (Andorranisches Zentrum für katalanische Kultur) und vermachte einen Teil seines Vor- und Nachlasses dem andorranischen Nationalarchiv.
Sein Beitrag zur andorranischen Literatur besteht primär aus Lyrik. Diese wurde zwischen 1996 und 1997 vom Verlag Editorial Andorra gesammelt und herausgegeben.

## Werke
- Substrats prehistòrics de la llengua (1986)
- Vint-i-cinc anys a Llívia (1986)
- Històries i relats pirinencs (1989)
- Arrels d’Andorra (1993)